# 지고는 못살아 (2011년 드라마)
《지고는 못살아》는 2011년 8월 24일부터 2011년 10월 20일까지 방영된 문화방송의 수목 드라마이다.

## 등장 인물

### 주요 인물
- 최지우 : 이은재 역
- 윤상현 : 연형우 역
- 김정태 : 고기찬 역
- 조미령 : 김영주 역
- 성동일 : 조정구 역

### 이은재 관련 인물
- 박원숙 : 유정난 역
- 하석진 : 이태영 역

### 연형우 관련 인물
- 김자옥 : 홍금지 역
- 김진우 : 소주현 역

### 희망 법률사무소
- 주진모 : 강우식 역
- 가득희 : 가득희 역

### 특별 출연
- 김광규
- 송재호
- 이수경 : 은희수 역
- 강부자
- 이두일
- 고주연 : 수지 역
- 이상엽 : 연형주 역
- 김나운
- 신구 : 고정태 역
- 안용준 : 정지호 역
- 엄기준 : 차석훈 역

## 수상
- 2011년 MBC 연기대상
  - PD상 - 김정태

## 시청률
아래의 파란색 숫자는 '최저 시청률'이고, 빨간색 숫자는 '최고 시청률'입니다. 시청률조사회사와 지역별로 시청률에 차이가 있을 수 있습니다.
| 2011년 | 2011년    | 2011년         | 2011년       | 2011년         | 2011년       |
| 회차   | 방송일    | TNmS 시청률    | TNmS 시청률  | AGB 시청률     | AGB 시청률   |
| 회차   | 방송일    | 대한민국(전국) | 서울(수도권) | 대한민국(전국) | 서울(수도권) |
| ------ | --------- | -------------- | ------------ | -------------- | ------------ |
| 제1회  | 8월 24일  | 6.4%           | 8.0%         | 6.2%           | 8.7%         |
| 제2회  | 8월 25일  | 5.7%           | 7.4%         | 6.9%           | 8.6%         |
| 제3회  | 8월 31일  | 5.0%           | 7.1%         | 6.0%           | 8.1%         |
| 제4회  | 9월 1일   | 4.6%           | 6.1%         | 6.6%           | 8.1%         |
| 제5회  | 9월 7일   | 5.7%           | 8.1%         | 6.3%           | 8.7%         |
| 제6회  | 9월 8일   | 5.4%           | 7.0%         | 5.8%           | 7.4%         |
| 제7회  | 9월 14일  | 5.9%           | 8.3%         | 6.7%           | 9.1%         |
| 제8회  | 9월 15일  | 5.9%           | 7.8%         | 6.6%           | 8.5%         |
| 제9회  | 9월 21일  | 8.9%           | 10.5%        | 10.2%          | 11.3%        |
| 제10회 | 9월 22일  | 5.3%           | 6.5%         | 5.8%           | 7.0%         |
| 제11회 | 9월 28일  | 5.0%           | 6.5%         | 5.6%           | 7.1%         |
| 제12회 | 9월 29일  | 5.5%           | 7.8%         | 6.1%           | 8.4%         |
| 제13회 | 10월 5일  | 6.0%           | 8.1%         | 6.9%           | 9.0%         |
| 제14회 | 10월 6일  | 5.9%           | 8.0%         | 6.4%           | 8.5%         |
| 제15회 | 10월 12일 | 7.2%           | 9.3%         | 8.0%           | 8.5%         |
| 제16회 | 10월 13일 | 6.0%           | 7.3%         | 7.8%           | 9.1%         |
| 제17회 | 10월 19일 | 6.6%           | 7.5%         | 7.9%           | 8.8%         |
| 제18회 | 10월 20일 | 6.0%           | 6.7%         | 7.5%           | 8.2%         |

## 연장
- 2011년 9월 30일 : 지고는 못살아 방영 분량이 16부작에서 2회 연장되어 18부작으로 변경.확정되었다.[3][4]

## 경쟁 프로그램
- 보스를 지켜라
- 뿌리깊은 나무 (이상 SBS.)
- 공주의 남자
- 영광의 재인 (이상 KBS 2TV.)